# Giovanni Bassanesi

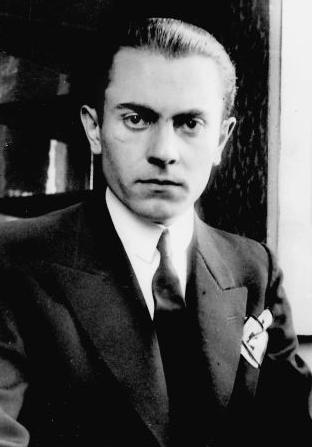
Giovanni Bassanesi

Giovanni Bassanesi (* 27. März 1905 in Aosta; † 19. Dezember 1947 in Montelupo Fiorentino) war ein italienischer Fotograf und Antifaschist.

## Biographie
Nach Abschluss der Ausbildung zum Volksschullehrer, begann Bassanesi eine Arbeit im väterlichen Fotolabor. Nach der faschistischen Machtergreifung in Italien emigrierte er im Jahre 1927 nach Paris, wo er die Arbeit als Fotograf fortsetzte und in der Juristischen Fakultät der Sorbonne ein Studium antrat. Des Weiteren war er in der italienischen Liga für Menschenrechte aktiv und gehörte zum Umfeld der antifaschistischen Bewegung Giustizia e Libertà G&L (Gerechtigkeit und Freiheit). Bassanesi war sehr von der Fliegerei angetan, und es gelang ihm den Pilotenschein zu machen, obwohl er an Höhenangst litt.
Mit Alberto Tarchiani und Carlo Rosselli, den Leitern der G&L, plante Giovanni Bassanesi einen Flug über Mailand. Am 11. Juli 1930 startete er zusammen mit Gioacchino Dolci diesen Flug auf dem schweizerischen Flugplatz Lodrino, im Kanton Tessin. Sie überflogen italienisches Staatsgebiet und warfen über der Stadt Mailand 150‘000 antifaschistische Flugblätter ab, in denen an den Mailänder Aufstand von 1848 (Fünf Tage von Mailand – Cinque giornate di Milano) erinnert und die Bevölkerung zum Widerstand gegen den Faschismus aufgerufen wurde.
Auf dem Rückflug setzte Bassanesi seinen Begleiter in Lodrino ab und setzte alleine den Flug nach Zürich fort. Wegen schlechten Wetters musste er am Gotthardpass notlanden und brach sich dabei das linke Bein. Er wurde von den Schweizer Behörden festgenommen und in Lugano wegen eines Verstoßes gegen eine Luftfahrtvorschrift zu vier Monaten Gefängnis verurteilt. Die beiden Mitangeklagten Tarchiani und Rosselli, ebenfalls italienische Staatsangehörige, wurden freigesprochen, aber alle drei Angeklagten wurden aus der Schweiz ausgewiesen. Sowohl der Flug als auch der Prozess erregten internationales Aufsehen. Nachdem er die Schweiz verlassen hatte, versuchte er vergeblich, weitere Flüge über Italien zu organisieren. Kaum zurück in Paris, musste Bassanesi Frankreich Richtung Brüssel verlassen, wo er ein Studium der Politikwissenschaft aufnahm.
Zwischen 1931 und 1936 wurde er wiederholt verhaftet und aus verschiedenen europäischen Ländern ausgewiesen: am 8. November 1931 erfolgte eine erste Verhaftung und Wegweisung in Konstanz, Martin Venedey war dort sein Rechtsbeistand, und am 6. Februar 1933 in Hamburg, wo er für die nicht eingehaltene vorherige Abschiebung mit verurteilt wurde und über die dänische Grenze geführt wurde. Am 13. März 1933 wurde er aus den Niederlanden ausgewiesen und später wurde ihm die Aufnahme in England verweigert. Am 21. April 1933 verhaftete ihn die französische Polizei und schob ihn über die belgische Grenze ab. In Belgien wurde er bald darauf wegen der Fälschung von Dokumenten verhaftet und, obwohl freigesprochen, nach Luxemburg abgeschoben, woraufhin er jedoch mit einer befristeten Aufenthaltsgenehmigung nach Frankreich zurückkehren konnte.
Er lernte die Sozialistin Camilla Restellini kennen und heiratete sie, sie hatten drei Kinder. Am 12. Dezember 1936 ging Bassanesi von Nizza aus nach Spanien, wo er als Fotojournalist am Spanischen Bürgerkrieg teilnahm. In Spanien wurde er drei Mal unter der Anklage festgenommen, er sei ein Agent Provocateur. Am 8. Juni 1939 kehrte er nach Italien zurück und wurde sogleich von den faschistischen Behörden gefangengesetzt, kam aber dank eines Gnadenerlasses von Mussolini wieder frei.
Im September 1939 wurden Bassanesi und seine Frau erneut wegen der Verteilung von pazifistischen Flugblättern verhaftet, seine Frau wurde begnadigt, aber Bassanesi in eine psychiatrische Klinik überstellt; ihre Kinder steckte man in ein Heim. Nach zweieinhalb Jahren gelang es seiner Frau, das Sorgerecht für ihren Mann zu erhalten; so konnten sie gemeinsam nach Aosta ziehen. Vor dem Ende des Zweiten Weltkrieges wurde er noch zweimal für kurze Zeit inhaftiert, beide Male als Kämpfer gegen den Faschismus.
Nach dem Krieg fand er für kurze Zeit eine Anstellung als Lehrer einer Grundschule, wurde aber bald wieder entlassen, weil er mit dem Rektor der Schule in Konflikt geriet. Er geriet in Armut und wurde unter dem Vorwurf verhaftet, er schlage seine Kinder und diese seien unterernährt. Bassanesi wurde in die Irrenanstalt in Montelupo Fiorentino eingewiesen, wo er am 19. Dezember 1947 starb.
Seine Frau Camilla Restellini lebte mit den Söhnen bis 1952 in Aosta. Danach übersiedelte sie nach Rom, wo sie eine Agentur gründete, die sich auf technische und sprachliche Dienstleistungen für Konferenzen, Tagungen und Meetings spezialisierte.